# Emil Obermann

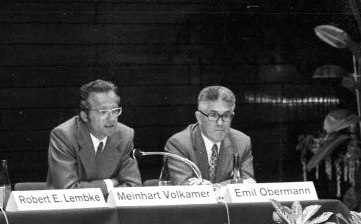
Emil Obermann (rechts) mit Meinhart Volkamer bei einem Podiumsgespräch während der Kieler Woche 1972

Emil Obermann (* 27. Dezember 1921 in Stuttgart; † 23. Februar 1994 ebenda) war ein deutscher Journalist, Publizist und Fernsehmoderator und ARD-Kommentator.

## Karriere
Nach dem Abitur studierte Obermann an den Universitäten Stuttgart und Heidelberg Nationalökonomie, Soziologie, Staatsrecht, Völkerrecht sowie Mittlere und Neuere Geschichte und wurde mit einer Untersuchung Vom preußischen zum deutschen Militarismus 1951 zum Dr. phil. in Sozial- und Staatswissenschaften promoviert.
Es folgte ein Volontariat bei der Deutschen Zeitung und Wirtschaftszeitung, ehe Obermann 1952 als Redakteur zum Süddeutschen Rundfunk (SDR) mit Hauptsitz in Stuttgart wechselte. 1952 bis 1954 gehörte er der dortigen Chefredaktion Hörfunk und von 1954 bis 1964 dem Bonner Büro als Bonner Korrespondent und Wehrexperte an. 1964 wurde er zum Chefredakteur Fernsehen des SDR berufen. In dieser Funktion, die er bis zu seiner Pensionierung 1984/1985 innehatte, leitete er das politische Magazin Report, für das u. a. Günter Gaus, Franz Alt und Peter von Zahn die Moderation übernahmen. Einem breiten Publikum wurde Obermann durch die von ihm ebenfalls redaktionell geleitete und zudem auch moderierte Fernsehdiskussion Pro und Contra bekannt. Die Diskussionsrunden des 1968 erstmals gesendeten Magazins wurden bis 1979 noch live übertragen, später lediglich in Aufzeichnungen.
Daneben veröffentlichte Obermann zahlreiche Bücher zu politischen und historischen Themen.

## Auszeichnungen
Emil Obermann wurde für seine journalistische Arbeit u. a. mit der Goldenen Kamera (1971), dem Ernst Schneider IHK Medienpreis für Wirtschaftssendungen (1972) und dem Goldenen Bambi (1977) ausgezeichnet. 1982 erhielt er das Bundesverdienstkreuz und 1985 die Verdienstmedaille des Landes Baden-Württemberg.

## Publikationen (Auswahl)
als Autor
- Soldaten, Bürger, Militaristen. Militär und Demokratie in Deutschland. Cotta, Stuttgart 1958.
- Alter und Konstanz von Fraktionen. Veränderungen in deutschen Parlamentsfraktionen seit dem Jahre 1920. Hain, Meisenheim am Glan 1956 (Parteien, Fraktionen, Regierungen; Bd. 7).
- Vom preußischen zum deutschen Militarismus. Ein historisch-soziologischer Beitrag zur deutschen Staats- und Gesellschaftsentwicklung. Dissertation, Universität Heidelberg 1950.

als Herausgeber
- Gesellschaft und Verteidigung. Idee, Wettstrategie, Bundeswehr; ein Handbuch. Verlagskontor, Stuttgart 1971 (früherer Titel Verteidigung der Freiheit. Idee, Weltstrategie, Bundeswehr).